# Butner
Butner é uma Região censo-designada localizada no estado norte-americano de Carolina do Norte, no Condado de Granville.

## Demografia
Segundo o censo norte-americano de 2000, a sua população era de 5792 habitantes.

## Infraestrutura
Em Butner, está localizado o complexo penitenciário chamado FMC Butner, uma unidade médica dedicada a prisoneiros de necessidade médica especial, o complexo faz parte da divisão médica do FCC Butner, localizado próximo a Butner.

## Geografia
De acordo com o United States Census Bureau tem uma área de 
17,2 km², dos quais 17,2 km² cobertos por terra e 0,0 km² cobertos por água.

## Localidades na vizinhança
O diagrama seguinte representa as localidades num raio de 28 km ao redor de Butner. 